# Campionati africani di badminton a squadre 2004
I Campionati africani di badminton a squadre 2004 si sono svolti a Pretoria, in Sudafrica. È stata la 1ª edizione del torneo, organizzato dalla Badminton Confederation of Africa.

## Podi
| Evento           | Oro       | Argento   | Bronzo        |
| Torneo maschile  | Sudafrica | Nigeria   | Non assegnato |
| Torneo femminile | Sudafrica | Mauritius | Non assegnato |